# Kaidi Kivioja
Kaidi Kivioja (23 de fevereiro de 1993) é uma triatleta profissional estoniana.

## Carreira

### Rio 2016
Kaidi Kivioja disputou os Jogos do Rio 2016, terminando em 44º lugar com o tempo de 2:05:42. 